# Wereldkampioenschappen indooratletiek 2004

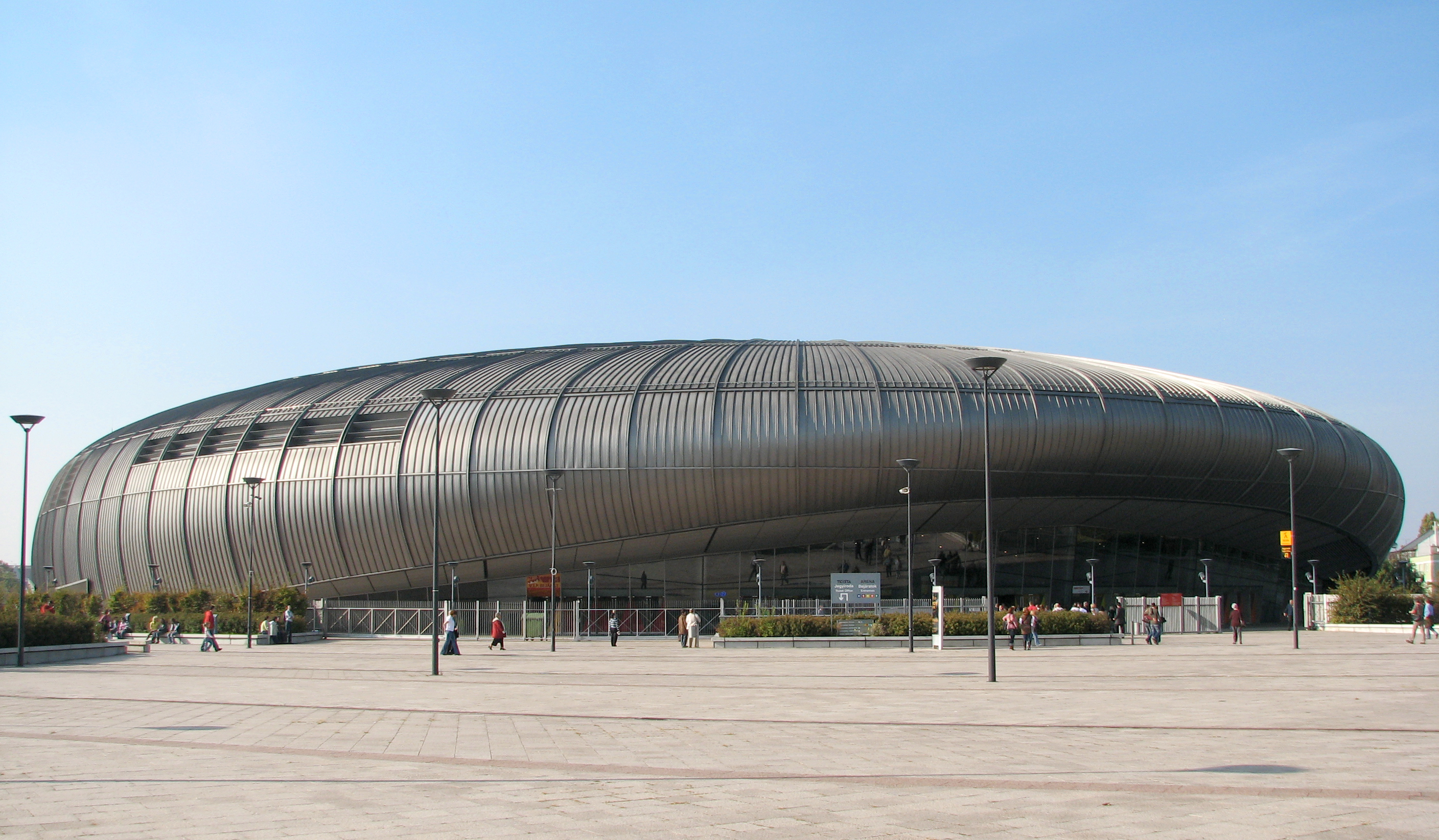
Budapest Sportaréna waarin het WK indoor plaatsvond.

De wereldkampioenschappen indooratletiek 2004 werden gehouden van vrijdag 5 maart 2004 tot en met zondag 7 maart 2004 in het Hongaarse Boedapest. Het toernooi werd gehouden in de Budapest Sports Arena, dat plaats bood aan 13.000 toeschouwers. In totaal namen 677 atleten deel aan dit WK, afkomstig uit 139 landen.

## Recordverbeteringen
De volgende wereldrecords werden verbeterd:
| Onderdeel            | Nationaliteit | Naam                                                                | Datum        | Prestatie | Ronde  |
| -------------------- | ------------- | ------------------------------------------------------------------- | ------------ | --------- | ------ |
| hink-stap-springen   | SWE           | Christian Olsson                                                    | 7 maart 2004 | 17,83 m   | finale |
| hink-stap-springen   | RUS           | Inessa Kravets                                                      | 6 maart 2004 | 15,16 m   | finale |
| hink-stap-springen   | RUS           | Inessa Kravets                                                      | 6 maart 2004 | 15,25 m   | finale |
| hink-stap-springen   | RUS           | Inessa Kravets                                                      | 6 maart 2004 | 15,36 m   | finale |
| polsstokhoogspringen | RUS           | Jelena Isinbajeva                                                   | 6 maart 2004 | 4,86 m    | finale |
| 4 x 400 m estafette  | RUS           | Olesja Krasnomovets Olga Kotljarova Tatjana Levina Natalja Nazarova | 7 maart 2004 | 3.23,88   | finale |

Er werd één Nederlands record verbeterd:
- Karin Ruckstuhl op de vijfkamp naar 4640 pnt.

Er werd één Belgisch record verbeterd:
- Kim Gevaert op de 60 m naar 7,12 s.

## Deelnemers

### Nederland
- Rens Blom
  - polsstokhoogspringen - NM in de finale (1e in de kwalificatieronde met 5,70 m)
- Marko Koers
  - 1500 m - 5e in de series met 3.42,53
- Gert-Jan Liefers
  - 3000 m - 6e in de finale met 8.02,86
- Arnoud Okken
  - 800 m - 4e in de halve finale met 1.47,84
- Karin Ruckstuhl
  - vijfkamp - 4e met 4640 pnt
- Gregory Sedoc
  - 60 m horden - 3e in de halve finale met 7,66 s
- Rutger Smith
  - kogelstoten - 7e in de kwalificatieronde met 19,67 m
- Bram Som
  - 800 m - 2e in de series met 1.48,55
- Lieja Tunks
  - kogelstoten - 6e in de kwalificatieronde met 18,39 m
- Lotte Visschers
  - 800 m - 5e in de series met 2.06,49
- Marcel van der Westen
  - 60 m horden - 7e in de series met 7,83 s

### België
- Fatiha Baouf
  - 3000 m - 9e in de series met 9.16,16
- Nathan Bongelo
  - 60 m - 3e in de series met 6,77 s
- Tim Clerbout
  - 3000 m - 9e in de series met 3.45,81
- Veerle Dejaeghere
  - 3000 m - 10e in de finale met 9.15,21
- Anthony Ferro
  - 60 m - 5e in de series met 6,74 s
- Kim Gevaert
  - 60 m - 2e in de finale met 7,12 s
- Tia Hellebaut
  - vijfkamp - 5e met 4526 pnt
- Joeri Jansen
  - 800 m - 5e in de halve finale met 1.48,61
- Tom Omey
  - 800 m - 4e in de halve finale met 1.51,15
- Monder Rizki
  - 1500 m - 9e in de series met 3.49,88
- Sandra Stals
  - 800 m - 5e in de halve finale met 2.05,12

## Uitslagen

### 60 m
| rang   | land | naam                 | prestatie |
| ------ | ---- | -------------------- | --------- |
| Goud   | GBR  | Jason Gardener       | 6,49      |
| Zilver | USA  | Shawn Crawford       | 6,52      |
| Brons  | GRE  | Yeóryios Theodorídis | 6,54      |
| 4      | USA  | Mickey Grimes        | 6,55      |
| 5      | SLO  | Matic Osovnikar      | 6,58 (NR) |
| 6      | POR  | Francis Obikwelu     | 6,60      |
| 7      | ITA  | Simone Collio        | 6,60      |
| 8      | TRI  | Niconnor Alexander   | 6,76      |

| rang   | land | naam                  | prestatie |
| ------ | ---- | --------------------- | --------- |
| Goud   | USA  | Gail Devers           | 7,08      |
| Zilver | BEL  | Kim Gevaert           | 7,12 (NR) |
| Brons  | BLR  | Joelija Nestsjarenka  | 7,12      |
| 4      | USA  | Torri Edwards         | 7,16      |
| 5      | FRA  | Muriel Hurtis         | 7,17      |
| 6      | RUS  | Joelia Tabakova       | 7,17      |
| 7      | FRA  | Christine Arron       | 7,21      |
| 8      | BLR  | Natallja Safronnikava | 7,23      |

### 200 m
| rang   | land | naam              | prestatie  |
| ------ | ---- | ----------------- | ---------- |
| Goud   | BAH  | Dominic Demeritte | 20,66 (NR) |
| Zilver | SWE  | Johan Wissman     | 20,72      |
| Brons  | GER  | Tobias Unger      | 21,02      |
| 4      | CMR  | Joseph Batangdon  | 21,16      |
| 5      | USA  | Jimmie Hackley    | 21,35      |
| 6      | POL  | Marcin Urbaś      | 21,49      |

| rang   | land | naam                     | prestatie |
| ------ | ---- | ------------------------ | --------- |
| Goud   | BLR  | Natallja Safronnikava    | 23,13     |
| Zilver | RUS  | Svetlana Goncharenko     | 23,15     |
| Brons  | AUT  | Karin Mayr-Krifka        | 23,18     |
| 4      | UKR  | Marina Maydanova         | 23,64     |
| 5      | UKR  | Natalja Pyhyda           | 23,80     |
| 6      | RUS  | Anastasia Kapatsjinskaja | DSQ       |

### 400 m
| rang   | land | naam              | prestatie |
| ------ | ---- | ----------------- | --------- |
| Goud   | GRN  | Alleyne Francique | 45,88     |
| Zilver | JAM  | Davian Clarke     | 45,92     |
| Brons  | COD  | Gary Kikaya       | 46,30     |
| 4      | TUN  | Sofiane Labidi    | 46,48     |
| 5      | USA  | Milton Campbell   | 46,74     |
| 6      | USA  | Joe Mendel        | 47,34     |

| rang   | land | naam             | prestatie   |
| ------ | ---- | ---------------- | ----------- |
| Goud   | RUS  | Natalja Nazarova | 50,19 (WMR) |
| Zilver | RUS  | Olesja Forsjeva  | 50,65 (PB)  |
| Brons  | BAH  | Tonique Williams | 50,87 (NR)  |
| 4      | ROU  | Ionela Târlea    | 51,58       |
| 5      | USA  | Julian Clay      | 52,82       |
| 6      | GRE  | Faní Chalkiá     | 52,90       |

### 800 m
| rang   | land | naam                     | prestatie    |
| ------ | ---- | ------------------------ | ------------ |
| Goud   | RSA  | Mbulaeni Mulaudzi        | 1.45,71      |
| Zilver | BRN  | Rashid Ramzi             | 1.46,15 (AR) |
| Brons  | BRA  | Osmar Barbosa dos Santos | 1.46,26      |
| 4      | MAR  | Amine Laalou             | 1.46,57 (PB) |
| 5      | KEN  | William Yiampoy          | 1.46,88      |
| 6      | KEN  | Joseph Mutua             | 1.47,86      |

| rang   | land | naam               | prestatie    |
| ------ | ---- | ------------------ | ------------ |
| Goud   | MOZ  | Maria Mutola       | 1.58,50      |
| Zilver | SLO  | Jolanda Čeplak     | 1.58,72      |
| Brons  | GBR  | Joanne Fenn        | 1.59,50 (NR) |
| 4      | USA  | Jennifer Toomey    | 1.59,64 (PB) |
| 5      | RUS  | Tatjana Andrianova | 1.59,71 (PB) |
| 6      | RUS  | Olga Raspopowa     | 2.00,59      |

### 1500 m
| rang   | land | naam                 | prestatie |
| ------ | ---- | -------------------- | --------- |
| Goud   | KEN  | Paul Korir           | 3.52,31   |
| Zilver | UKR  | Ivan Hesjko          | 3.52,34   |
| Brons  | KEN  | Laban Rotich         | 3.52,93   |
| 4      | GBR  | James Thie           | 3.53,36   |
| 5      | POL  | Miroslaw Formela     | 3.53,70   |
| 6      | ESP  | José Antonio Redolat | 3.56,55   |
| 7      | MAR  | Youssef Baba         | 3.57,79   |
| 8      | MAR  | Abdelkader Hachlaf   | 3.53,22   |

| rang   | land | naam                      | prestatie |
| ------ | ---- | ------------------------- | --------- |
| Goud   | ETH  | Kutre Dulecha             | 4.06,40   |
| Zilver | CAN  | Carmen Douma-Hussar       | 4.08,18   |
| Brons  | RUS  | Gulnara Samitowa          | 4.08,26   |
| 4      | BUL  | Daniela Jordanowa         | 4.08,52   |
| 5      | UKR  | Natalija Sydorenko-Tobias | 4.09,03   |
| 6      | RUS  | Joelia Kosenkova          | 4.09,32   |
| 7      | BLR  | Alesja Toerova            | 4.09,81   |
| 8      | POL  | Lidia Okninska            | 4.10,32   |

### 3000 m
| rang   | land | naam                  | prestatie |
| ------ | ---- | --------------------- | --------- |
| Goud   | KEN  | Bernard Lagat         | 7.56,34   |
| Zilver | POR  | Rui Silva             | 7.57,08   |
| Brons  | ETH  | Markos Geneti         | 7.57,87   |
| 4      | ESP  | Antonio David Jiménez | 7.58,23   |
| 5      | ESP  | Sergio Gallardo       | 7.58,96   |
| 6      | NED  | Gert-Jan Liefers      | 8.02,86   |
| 7      | CAN  | Kevin Sullivan        | 8.03,34   |
| 8      | MAR  | Mohammed Amyne        | 8.03,50   |

| rang   | land | naam                 | prestatie |
| ------ | ---- | -------------------- | --------- |
| Goud   | ETH  | Meseret Defar        | 9.11,22   |
| Zilver | ETH  | Berhane Adere        | 9.11,43   |
| Brons  | USA  | Shayne Culpepper     | 9.12,15   |
| 4      | ESP  | Marta Domínguez      | 9.12,85   |
| 5      | GBR  | Joanne Pavey         | 9.13,09   |
| 6      | RUS  | Jelena Sadoroschnaja | 9.13,70   |
| 7      | GER  | Sabrina Mockenhaupt  | 9.13,70   |
| 8      | UKR  | Marina Doebrova      | 9.14,34   |

### 60 m horden
| rang   | land | naam               | prestatie |
| ------ | ---- | ------------------ | --------- |
| Goud   | USA  | Allen Johnson      | 7,36      |
| Zilver | CHN  | Liu Xiang          | 7,43      |
| Brons  | JAM  | Maurice Wignall    | 7,48 (NR) |
| 4      | LAT  | Staņislavs Olijars | 7,49      |
| 5      | CUB  | Yuniel Hernandez   | 7,58      |
| 6      | SWE  | Robert Kronberg    | 7,59      |
| 7      | CUB  | Yoel Hernandez     | 7,78      |
| 8      | JAM  | Dwight Thomas      | 7,87      |

| rang   | land | naam                  | prestatie |
| ------ | ---- | --------------------- | --------- |
| Goud   | CAN  | Perdita Felicien      | 7,75 (NR) |
| Zilver | USA  | Gail Devers           | 7,78      |
| Brons  | FRA  | Linda Ferga-Khodadin  | 7,82 (NR) |
| 4      | USA  | Joanna Hayes          | 7,86      |
| 5      | SWE  | Susanna Kallur        | 7,89      |
| 6      | JAM  | Lacena Golding-Clarke | 7,89      |
| 7      | GRE  | Flora Redoumi         | 7,94      |
| 8      | FRA  | Nicole Ramalalanirina | 8,01      |

### Verspringen
| rang   | land | naam                 | prestatie |
| ------ | ---- | -------------------- | --------- |
| Goud   | USA  | Savanté Stringfellow | 8,40      |
| Zilver | JAM  | James Beckford       | 8,31 (SB) |
| Brons  | RUS  | Vitaliy Shkurlatov   | 8,28 (SB) |
| 4      | ROU  | Bogdan Tarus         | 8,26 (SB) |
| 5      | UKR  | Vladimir Zjoeskov    | 8,23 (PB) |
| 6      | GBR  | Chris Tomlinson      | 8,17 (NR) |
| 7      | RUS  | Kirill Sosunov       | 8,16 (SB) |
| 8      | CUB  | Iván Pedroso         | 8,09 (SB) |

| rang   | land | naam                | prestatie |
| ------ | ---- | ------------------- | --------- |
| Goud   | RUS  | Tatjana Lebedeva    | 6,98 (WL) |
| Zilver | RUS  | Tatjana Kotova      | 6,93 (SB) |
| Brons  | SWE  | Carolina Klüft      | 6,92 (NR) |
| 4      | CHN  | Guan Yingnan        | 6,75      |
| 5      | LAT  | Valentina Gotovska  | 6,67      |
| 6      | ITA  | Fiona May           | 6,64      |
| 7      | ESP  | Concepción Montaner | 6,46      |
| 8      | ROU  | Adina Anton         | 6,43      |

### Hink-stap-springen
| rang   | land | naam                  | prestatie  |
| ------ | ---- | --------------------- | ---------- |
| Goud   | SWE  | Christian Olsson      | 17,83 (WR) |
| Zilver | BRA  | Jadel Gregório        | 17,43      |
| Brons  | CUB  | Yoandris Betanzos     | 17,36      |
| 4      | BLR  | Dmitrij Valjoekevitsj | 17,22      |
| 5      | ROU  | Marian Oprea          | 17,19 (SB) |
| 6      | UKR  | Mykola Savolaynen     | 16,95      |
| 7      | RUS  | Danil Boerkenja       | 16,62      |
| 8      | FRA  | Julien Kapek          | 16,50      |

| rang   | land | naam                   | prestatie  |
| ------ | ---- | ---------------------- | ---------- |
| Goud   | RUS  | Tatjana Lebedeva       | 15,36 (WR) |
| Zilver | SUD  | Yamilé Aldama          | 14,90 (AR) |
| Brons  | GRE  | Hrysopiyi Devetzi      | 14,73      |
| 4      | JAM  | Trecia Smith           | 14,71 (NR) |
| 5      | ITA  | Magdelín Martínez      | 14,67      |
| 6      | CMR  | Françoise Mbango Etone | 14,62 (SB) |
| 7      | ROU  | Adelina Gavrila        | 14,62 (SB) |
| 8      | UKR  | Olena Hovorova         | 14,59 (SB) |

### Hoogspringen
| rang   | land | naam              | prestatie |
| ------ | ---- | ----------------- | --------- |
| Goud   | SWE  | Stefan Holm       | 2,35      |
| Zilver | RUS  | Jaroslav Rybakov  | 2,32      |
| Brons  | ROU  | Stefan Vasilache  | 2,25      |
| Brons  | JAM  | Germaine Mason    | 2,25      |
| Brons  | TCH  | Jaroslav Bába     | 2,25      |
| 6      | BLR  | Hennazdy Maroz    | 2,25      |
| 7      | UKR  | Andrej Sokolovsky | 2,25      |
| 8      | IRL  | Adrian O'Dwyer    | 2,25      |

| rang   | land | naam              | prestatie |
| ------ | ---- | ----------------- | --------- |
| Goud   | RUS  | Jelena Slesarenko | 2,04 (NR) |
| Zilver | RUS  | Anna Tsjitsjerova | 2,00      |
| Brons  | CRO  | Blanka Vlašić     | 1,97      |
| 4      | UKR  | Vita Palamar      | 1,97      |
| 5      | GER  | Daniela Rath      | 1,97      |
| 6      | ESP  | Marta Mendia      | 1,94      |
| 7      | BUL  | Venelina Veneva   | 1,94      |
| 8      | UKR  | Vita Stopina      | 1,91      |

### Polsstokhoogspringen
| rang   | land | naam                | prestatie |
| ------ | ---- | ------------------- | --------- |
| Goud   | RUS  | Igor Pavlov         | 5,80 (PB) |
| Zilver | CZE  | Adam Ptácek         | 5,70 (SB) |
| Brons  | UKR  | Denys Joertsjenko   | 5,70      |
| 4      | SWE  | Patrik Kristiansson | 5,70      |
| 5      | GER  | Tim Lobinger        | 5,70      |
| 6      | ITA  | Giuseppe Gibilisco  | 5,60      |
| 7      | FRA  | Romain Mesnil       | 5,60      |
| 8      | NED  | Rens Blom           | NM        |

| rang   | land | naam               | prestatie |
| ------ | ---- | ------------------ | --------- |
| Goud   | RUS  | Jelena Isinbajeva  | 4,86 (WR) |
| Zilver | USA  | Stacy Dragila      | 4,81 (AR) |
| Brons  | RUS  | Svetlana Feofanova | 4,70      |
| 4      | USA  | Jillian Schwartz   | 4,60 (PB) |
| 5      | FRA  | Vanessa Boslak     | 4,50 (NR) |
| 5      | POL  | Monika Pyrek       | 4,50      |
| 7      | POL  | Anna Rogowska      | 4,40      |
| 8      | GER  | Nastja Ryjikh      | 4,40      |

### Kogelstoten
| rang   | land | naam               | prestatie  |
| ------ | ---- | ------------------ | ---------- |
| Goud   | USA  | Christian Cantwell | 21,49      |
| Zilver | USA  | Reese Hoffa        | 21,07 (PB) |
| Brons  | DEN  | Joachim Olsen      | 20,99      |
| 4      | POL  | Tomasz Majewski    | 20,83 (NR) |
| 5      | ESP  | Manuel Martínez    | 20,79      |
| 6      | BLR  | Andrej Michnevitsj | 20,50      |
| 7      | GBR  | Carl Myerscough    | 20,47      |
| 8      | UKR  | Joeri Bilonoh      | 20,26      |

| rang   | land | naam                | prestatie  |
| ------ | ---- | ------------------- | ---------- |
| Goud   | RUS  | Svetlana Kriveljowa | 19,90      |
| Zilver | CUB  | Yumileidi Cumbá     | 19,31      |
| Brons  | GER  | Nadine Kleinert     | 19,05      |
| 4      | POL  | Krystyna Zabawska   | 19,00 (NR) |
| 5      | CHN  | Li Meiju            | 18,69      |
| 6      | CUB  | Misleydis González  | 18,41      |
| 7      | BLR  | Nadzeja Astaptsjoek | 18,33      |
| 8      | UKR  | Vita Pavlytsj       | DSQ        |

### Zevenkamp/Vijfkamp
| rang   | land | naam                | prestatie |
| ------ | ---- | ------------------- | --------- |
| Goud   | CZE  | Roman Šebrle        | 6438 (WL) |
| Zilver | USA  | Bryan Clay          | 6365 (PB) |
| Brons  | RUS  | Lev Lobodin         | 6203      |
| 4      | KAZ  | Dmitri Karpov       | 6155 (AR) |
| 5      | EST  | Erki Nool           | 6093      |
| 6      | RUS  | Aleksandr Pogorelov | 6022      |
| 7      | ISL  | Jon Arnar Magnusson | 5993      |
| 8      | SLO  | Ranko Leskovar      | 5612      |

| rang   | land | naam              | prestatie |
| ------ | ---- | ----------------- | --------- |
| Goud   | POR  | Naide Gomes       | 4759 (WL) |
| Zilver | UKR  | Natalja Dobrynska | 4727 (NR) |
| Brons  | LTU  | Austra Skujytė    | 4679 (NR) |
| 4      | NED  | Karin Ruckstuhl   | 4640 (NR) |
| 5      | BEL  | Tia Hellebaut     | 4526      |
| 6      | BLR  | Iryna Boetar      | 4315 (PB) |
| 7      | EST  | Larisa Netseporuk | 4227      |
| 8      | USA  | Kim Schiemenz     | 4012      |

### 4 x 400 m estafette
| rang   | land | naam                                                            | prestatie    |
| ------ | ---- | --------------------------------------------------------------- | ------------ |
| Goud   | JAM  | Gregory Haughton Leroy Colquhoun Michael McDonald Davian Clarke | 3.05,21      |
| Zilver | RUS  | Dmitri Forsjev Boris Gorban Andrey Roednitski Aleksandr Oesov   | 3.06,23 (SB) |
| Brons  | IRL  | Robert Daly Gary Ryan David Gillick David McCarthy              | 3.10,44      |
| 4      | SUI  | Alain Rohr Cédric El-Idrissi Martin Leiser Andreas Oggenfuss    | 3.12,62      |
| 5      | BAH  | Chris Brown Timothy Munnings Andretti Bain Dennis Darling       | 3.17.57      |
| 6      | USA  | James Carter Milton Campbell Joe Mendel Godfrey Herring         | DSQ          |

| rang   | land | naam                                                                     | prestatie    |
| ------ | ---- | ------------------------------------------------------------------------ | ------------ |
| Goud   | RUS  | Olesja Forsjeva Olga Kotljarova Tatjana Levina Natalja Nazarova          | 3.23,88 (WR) |
| Zilver | BLR  | Natallja Salahoeb Anna Kozak Ilona Voesovitsj Svjatlana Voesovitsj       | 3.29,96 (NR) |
| Brons  | ROU  | Angela Morosanu Alina Râpanu Maria Rus Ionela Târlea                     | 3.30,06 (NR) |
| 4      | POL  | Zuzanna Radecka Monika Bejnar Malgorzata Pskit Grazyna Prokopek          | 3.30,52 (NR) |
| 5      | JAM  | Ronetta Smith Allison Beckford Michelle Ballentine Michelle Burgher      | 3.33,77      |
| 6      | GRE  | Elefthería Papadopoúlou Hrísoula Goudenoúdi Yeoryía Koumnáki Faní Halkiá | 3.39,23      |

## Legenda
- WR: Wereldrecord
- WMR: Wereldkampioenschapsrecord
- AR: Werelddeel record
- NR: Nationaal record
- WL: Beste jaarprestatie
- PB: Persoonlijk record
- SB: Beste seizoensprestatie

## Medailleklassement
| Plaats | Land                | Goud | Zilver | Brons | Totaal |
| 1      | Rusland             | 8    | 6      | 4     | 18     |
| 2      | Verenigde Staten    | 4    | 5      | 1     | 10     |
| 3      | Ethiopië            | 2    | 1      | 1     | 4      |
|        | Zweden              | 2    | 1      | 1     | 4      |
| 5      | Kenia               | 2    | –      | 1     | 3      |
| 6      | Jamaica             | 1    | 2      | 1     | 4      |
| 7      | Wit-Rusland         | 1    | 1      | 1     | 3      |
| 8      | Canada              | 1    | 1      | –     | 2      |
|        | Portugal            | 1    | 1      | –     | 2      |
|        | Tsjechië            | 1    | 1      | –     | 2      |
| 11     | Bahama's            | 1    | –      | 1     | 2      |
|        | Verenigd Koninkrijk | 1    | –      | 1     | 2      |
| 13     | Grenada             | 1    | –      | –     | 1      |
|        | Mozambique          | 1    | –      | –     | 1      |
|        | Zuid-Afrika         | 1    | –      | –     | 1      |
| 16     | Oekraïne            | –    | 2      | 1     | 3      |
| 17     | Brazilië            | –    | 1      | 1     | 2      |
|        | Cuba                | –    | 1      | 1     | 2      |
| 19     | Bahrein             | –    | 1      | –     | 1      |
|        | België              | –    | 1      | –     | 1      |
|        | China               | –    | 1      | –     | 1      |
|        | Slovenië            | –    | 1      | –     | 1      |
|        | Soedan              | –    | 1      | –     | 1      |
| 24     | Duitsland           | –    | –      | 2     | 2      |
|        | Griekenland         | –    | –      | 2     | 2      |
| 26     | Roemenië            | –    | –      | 2     | 2      |
| 27     | Kroatië             | –    | –      | 1     | 1      |
|        | Congo-Kinshasa      | –    | –      | 1     | 1      |
|        | Denemarken          | –    | –      | 1     | 1      |
|        | Frankrijk           | –    | –      | 1     | 1      |
|        | Ierland             | –    | –      | 1     | 1      |
|        | Litouwen            | –    | –      | 1     | 1      |
|        | Oostenrijk          | –    | –      | 1     | 1      |

Parijs 1985 · 
Indianapolis 1987 · 
Boedapest 1989 · 
Sevilla 1991 · 
Toronto 1993 · 
Barcelona 1995 · 
Parijs 1997 · 
Maebashi 1999 · 
Lissabon 2001 · 
Birmingham 2003 · 
Boedapest 2004 · 
Moskou 2006 · 
Valencia 2008 ·
Doha 2010 ·
Istanboel 2012 ·
Sopot 2014 ·
Portland 2016 · 
Birmingham 2018 ·
Belgrado 2022 · 
Glasgow 2024 · 
Nanjing 2025 · 
Toruń 2026
Belgische medaillewinnaars · Nederlandse medaillewinnaars